# Tommaso Ramenghi
Tommaso Ramenghi (Milano, 20 novembre 1983) è un attore italiano.

## Biografia
Nato a Milano, da padre bolognese e madre siciliana. Frequenta il liceo a Bologna, e dopo il diploma si iscrive all'Università di Bologna dove si laurea in Scienze della comunicazione, alla facoltà di Lettere e Filosofia di Bologna.
Nel 2004 esordisce al cinema con Lavorare con lentezza di Guido Chiesa che gli fa vincere il Premio Marcello Mastroianni come migliore attore esordiente al Festival di Venezia. Nel 2005 è fra gli interpreti della miniserie televisiva 48 ore di Eros Puglielli e della fiction Medicina generale del regista Renato De Maria e del film Karma di Claudio Sorace. A partire dal 2007 recita in diversi film e serie televisive, tra le quali L'isola dei segreti - Korè di Ricky Tognazzi e Mannaggia alla miseria di Lina Wertmüller.
Nel 2012 interpreta il ruolo dell'imprenditore Umberto Nobile nella quarta stagione di Squadra antimafia - Palermo oggi, e recita nella serie antologica 6 passi nel giallo. Nel 2013 torna in tv con la serie Come un delfino. Nel 2014 interpreta il ruolo di Tebaldo in Romeo e Giulietta, quello di Dario Baldi in Che Dio ci aiuti 3.

## Filmografia

### Cinema
- Lavorare con lentezza, regia di Guido Chiesa (2004)
- Altromondo, regia di Fabiomassimo Lozzi (2006)
- Gloss - Cambiare si può, regia di Valentina Brandolini (2006)
- Il sangue dei vinti, regia di Michele Soavi (2007)
- Cemento armato, regia di Marco Martani (2007)
- Un gioco da ragazze, regia di Matteo Rovere (2008)
- Amiche da morire, regia di Giorgia Farina (2012)
- La linea gialla, regia di N. Grignaffini (2015)
- 30 notti con il mio ex, regia di Guido Chiesa (2025)

### Televisione
- 48 ore, regia di Eros Puglielli – miniserie TV (2005)
- Medicina generale - episodio 8: Un amico per nemico, regia di Renato De Maria – serie TV (2006)
- Quo vadis, baby? - episodio 3: L'onore delle armi, regia di Guido Chiesa - miniserie TV (2007)
- R.I.S. 3 - Delitti imperfetti, regia di Pier Belloni – serie TV,  episodio 3x09 (2007)
- Ho sposato uno sbirro – episodio 2: Il custode della memoria, regia di Carmine Elia - serie TV (2007)
- L'ispettore Coliandro 3 - episodio 2: Il sospetto, regia di Manetti Bros. (2008)
- L'isola dei segreti - Korè, regia di Ricky Tognazzi – miniserie TV (2008)
- Don Matteo 7 - serie TV (episodio 13: Mete ambiziose, regia di Lodovico Gasparini, 2009)
- Il mostro di Firenze, regia di Antonello Grimaldi - miniserie TV (2009)
- Giochi sporchi, regia di David Emmer - serie TV (2009)
- Mannaggia alla miseria, regia di Lina Wertmüller – film TV (2010)
- Come un delfino, regia di Stefano Reali – miniserie TV (2010)
- Anna German, regia di Waldemar Krzystek (2011)
- Gemelle, regia di Roy Bava (2011)
- Il generale dei briganti, regia di Paolo Poeti - miniserie TV (2011)
- Squadra antimafia 4 - Palermo oggi - serie TV, 7 episodi (2012) - Ruolo: Umberto Nobile
- Come un delfino, regia di F.Bertini - serie TV (2012)
- Barabba, regia di Roger Young - miniserie TV (2012)
- Romeo e Giulietta, regia di Riccardo Donna - miniserie TV (2013)
- La bella e la bestia, regia di Fabrizio Costa - miniserie TV (2013)
- Che Dio ci aiuti 3, regia di Francesco Vicario - serie TV (2014)
- Un passo dal cielo, regia di Jan Michelini e Monica Vullo - serie TV (2015-2017)
- La guerra è finita, regia di Michele Soavi - miniserie TV (2020)

## Videoclip
- The Maniac of the Seventh floor - About Wayne
- Riuscire a volare - Après La Classe

## Teatro
- Romeo e Giulietta, regia di Gigi Proietti (2013)
- Re Lear, regia di Daniele Salvo (2015)
- Otello, regia di Marco Carniti (2018)

## Riconoscimenti
- 2004 – Mostra internazionale d'arte cinematografica
  - Premio Marcello Mastroianni (Lavorare con lentezza)
- 2004 – Chieti Film Festival
  - Premio "Delfino d'oro" migliore attore (Lavorare con lentezza)